# Tau1 Aquarii
Tau1 Aquarii (τ1 Aquarii, förkortat Tau1 Aqr, τ1 Aqr) som är stjärnans Bayerbeteckning, är en ensam stjärna belägen i den mellersta delen av stjärnbilden Vattumannen. Den har en skenbar magnitud på 5,66 och är svagt synlig för blotta ögat där ljusföroreningar ej förekommer. Baserat på parallaxmätning inom Hipparcosuppdraget på ca 10,3 mas, beräknas den befinna sig på ett avstånd på ca 320 ljusår (ca 97 parsek) från solen.

## Egenskaper
Tau1 Aquarii är en blå till vit stjärna i huvudserien av spektralklass B9 V. Den har en radie som är omkring dubbelt så stor som solens och utsänder från dess fotosfär ca 53 gånger mera energi än solen vid en effektiv temperatur av ca 9 700 K.
Observationer av Tau1 Aquarii visar ett överskott av infraröd strålning, som tyder på att stjärnan har en omkretsande stoftskiva. Modellen som bäst passar observerade data tyder på att det finns två koncentriska, omgivande skivor.